# Kampioenschap van Zürich 2003
Het Kampioenschap van Zürich 2003 was de 90ste editie van deze wielerkoers (ook wel bekend als Züri-Metzgete) en werd verreden op 17 augustus, in en rond Zürich, Zwitserland. De koers was 236,6 kilometer lang en maakte deel uit van de wereldbeker.

## Uitslag
| Kampioenschap van Zürich 2003 |                          |                        |            |
| Plaats                        | Naam                     | Ploeg                  | Tijd       |
| Winnaar                       | Daniele Nardello         | Team Deutsche Telekom  | 5u 55' 30" |
| 2                             | Jan Ullrich              | Team Bianchi           | + 0' 06"   |
| 3                             | Paolo Bettini            | Quick Step - Davitamon | + 0' 11"   |
| 4                             | Michael Boogerd          | Rabobank               | z.t.       |
| 5                             | Davide Rebellin          | Gerolsteiner           | z.t.       |
| 6                             | Javier Pascual Rodríguez | iBanesto.com           | z.t.       |
| 7                             | Oscar Camenzind          | Phonak                 | z.t.       |
| 8                             | David Moncoutié          | Cofidis                | z.t.       |
| 9                             | Michele Scarponi         | Domina Vacanze         | z.t.       |
| 10                            | Cristian Moreni          | Alessio                | z.t.       |
|                               |                          |                        |            |
| 20                            | Rik Verbrugghe           | Lotto-Domo             | + 1' 09"   |